# Serol Demirhan
Serol Demirhan (* 5. Dezember 1988 in Altındağ) ist ein türkischer Fußballspieler, der für Mersin İdman Yurdu spielt.

## Karriere

### Vereinskarriere
Serol Demirhan begann mit dem Vereinsfußball in der Jugend Çalışkanlar SK und spielte dann in der Jugend von Türk Telekomspor. 2006 kam er in die Jugend von Ankaraspor. Im Sommer 2006 erhielt er einen Profi-Vertrag, spielte aber weiterhin überwiegend für die Reservemannschaft. Er kam aber auch in der Profi-Mannschaft als Ersatzspieler zum Einsatz und absolvierte bis zum Saisonende fünf Liga- und eine Pokalbegegnung.
Anschließend spielte er als Leihspieler zwei Spielzeiten bei Bugsaşspor und eine bei Keçiörengücü.
2010/11 wechselte er innerhalb der Liga zu MKE Ankaragücü. Hier wurde er fünf Tage nach Vertragsunterschrift an Beypazarı Şekerspor und eine Saison später an Ankara Demirspor ausgeliehen. Nachdem Ankaragücü in den ersten Wochen der Saison 2011/12 in finanzielle Engpässe geriet und über lange Zeit die Spielergehälter nicht zahlen konnte, trennten sich viele Spieler. Demirhan wurde daraufhin zum Frühjahr zurückgeholt und kam in der Rückrunde begünstigt durch Spielermangel nahezu immer als Stammspieler zum Einsatz.
Im Sommer 2012 wechselte er zum türkischen Erstligisten Eskişehirspor. Diesen Verein verließ er nach zwei Spielzeiten und zog zum Ligarivalen Mersin İdman Yurdu weiter.

### Nationalmannschaftskarriere
Demirhan spielte 2007 einmal für die türkische U-19-Jugendnationalmannschaft.